# Česká lékařská komora
Česká lékařská komora (latinsky Camera Medica Bohemica; zkratka ČLK) je samosprávná stavovská organizace sdružující všechny lékaře na území České republiky. Byla zřízena v roce 1991, oficiální sídlo má v Olomouci a další kancelář v Praze.
Členství v komoře je pro všechny lékaře povinné. Komora ze zákona zveřejňuje seznam lékařů, svých členů, a to včetně veřejně přístupných údajů.
Posláním komory je především dbát, aby její členové vykonávali své povolání odborně a v souladu s etikou. Dále zaručuje odbornost svých členů, hájí jejich práva a zájmy a chrání jejich profesní čest. Je oprávněna nad nimi vykonávat v souladu se zákonem disciplinární pravomoc. Komora má dále mj. právo se účastnit jednání při tvorbě sazebníků lékařských výkonů a může stanovovat podmínky k výkonu soukromé praxe svých členů.
Od roku 1996 komora uděluje čestné ocenění Rytíř českého lékařského stavu. V roce 2017 začala vydávat online magazín Naše zdravotnictví.

## Struktura komory
Základem organizace komory jsou okresní (v Praze obvodní) sdružení lékařů. Na centrální úrovni má komora tyto orgány:
- Sjezd delegátů – nejvyšší orgán komory, který volí a odvolává představenstvo, prezidenta a viceprezidenta komory, revizní komisi i čestnou radu
- Představenstvo komory – řídící a výkonný orgán komory
- Čestná rada komory – vykonává disciplinární pravomoc vůči všem členům komory
- Revizní komise komory – kontroluje činnost komory

Statutárním orgánem vystupujícím jménem komory navenek je prezident ČLK, kterého zastupuje viceprezident.

## Seznam lékařů
Podle Ústavu zdravotnických informací a statistiky k roku 2021 pracovalo v Česku 44 717 lékařů. Česká lékařská komora ze zákona zveřejňuje seznam svých členů včetně údajů o jejich specializací a škole, na které lékař získal své vzdělání. Neveřejné jsou údaje o datu narození a doručovací adrese. Údaje o rodném čísle, trvalém pobytu a o adrese pro doručování na území České republiky jsou podle zákona přístupné jen Ministerstvu obrany.
Vyhledat lékaře v seznamu
je možné podle jména a příjmení, nebo podle oboru a okresu.

## Prezidenti komory
- 1991–1992: Miloš Štejfa
- 1992–1998: Bohuslav Svoboda
- 1998–2005: David Rath
- od roku 2006: Milan Kubek

## Historičtí předchůdci
Lékařské komory v Předlitavsku byly zřízeny na základě zákona ze dne 22. prosince 1891, č. 6 ř. z. z r. 1892, jímž zřizují se lékařské komory; ten byl dále proveden nařízeními zemských sněmů z let 1893–1894. Zákonem č. 113/1929 Sb. z. a n. byly v Československu zřízeny lékařské komory – mj. pro zemi Českou se sídlem v Praze, pro zemi Moravskoslezskou se sídlem v Brně. Výnosem ministra zdravotnictví Josefa Plojhara ze dne 19. července 1950 byla zastavena činnost všech lékařských komor v Československu k 31. červenci 1950.